# Henk Bloemsma
Henk Bloemsma (Emmen, 22 mei 1921 – Aalst, 13 oktober 2009) was een Nederlands voetballer die in de jaren voor de invoering van het betaald voetbal in Nederland uitkwam voor PSV en Brabantia.
Bloemsma verhuisde in zijn jeugd met zijn ouders naar Eindhoven. Hij ging voetballen bij afdelingsclub EVVS, de voorloper van Woenselse Boys.
In de Tweede Wereldoorlog was hij tewerkgesteld in Hamburg, waar hij uitkwam in een fabriekselftal. In september 1945 kwam hij in Eindhoven uit in een wedstrijd tussen Nederlandse dwangarbeiders uit Hamburg en Leipzig. Bij deze wedstrijd maakte de midvoor drie doelpunten. Hij kreeg hierop nog dezelfde dag bezoek van een bestuurslid en aanvoerder Berend Scholtens van PSV, die hem uitnodigden om bij PSV te komen spelen.
Van 1946 tot 1951 kwam Bloemsma uit voor PSV. De aanvaller laveerde tussen het tweede en het eerste elftal. Zijn beste seizoen was 1947/48 toen PSV de titel behaalde in het district Zuid II. Bloemsma werd met veertien doelpunten clubtopscorer.
Met trainer Sam Wadsworth maakte hij in 1951 de overstap van PSV naar het eveneens in Eindhoven spelende Brabantia. Bij deze club zou hij sporadisch voor de hoofdmacht uitkomen.